# Caspar Schutzbar genannt Milchling

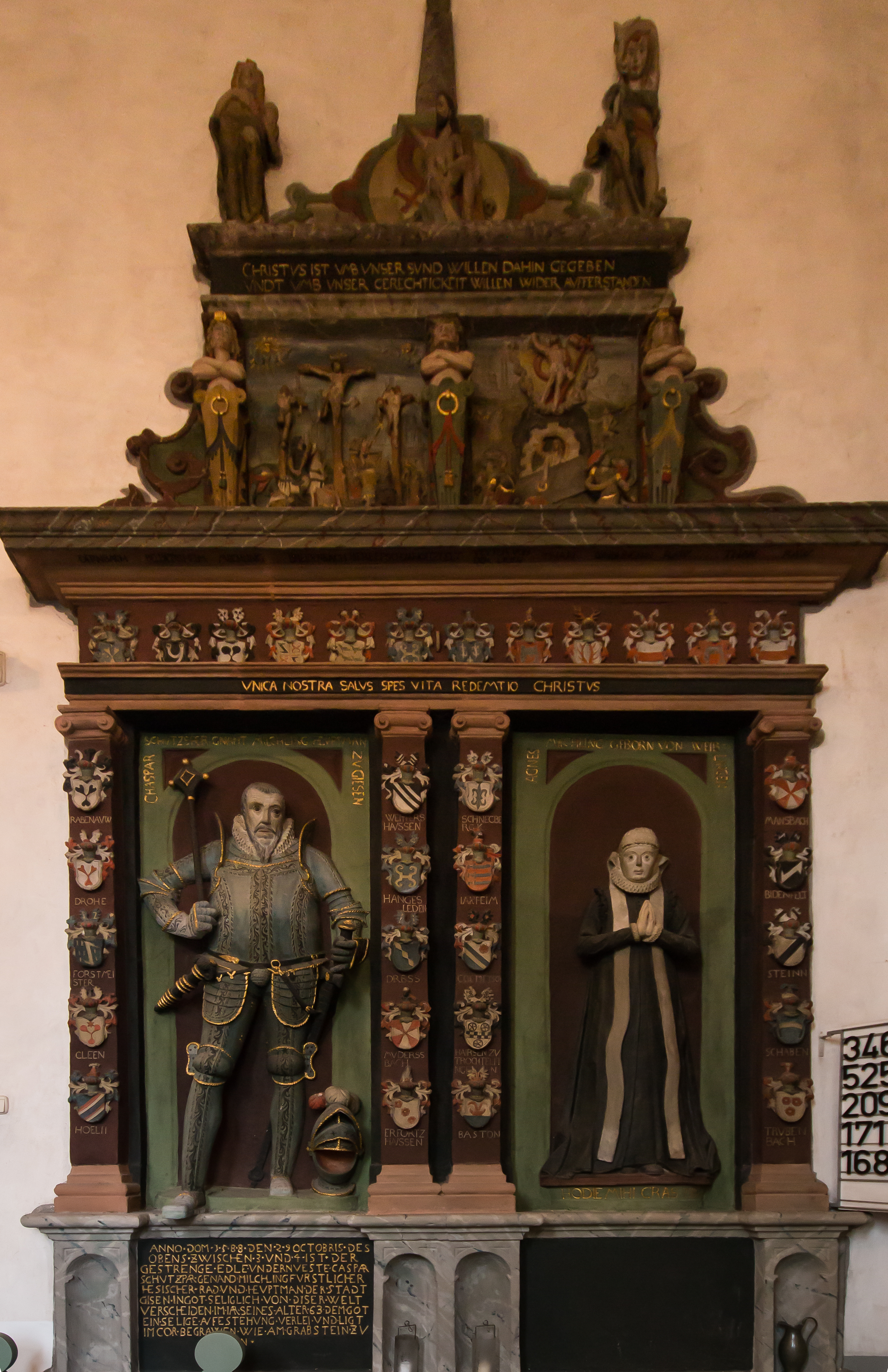
Epitaph der Eheleute in der heute Evangelischen Kirche in Treis an der Lumda

Caspar Schutzbar genannt Milchling (* 1525; † 29. Oktober 1588) war Gutsherr in Treis an der Lumda, seit Juli 1974 Stadtteil von Staufenberg im Landkreis Gießen in Hessen (Deutschland).

## Leben
Er stammte aus der oberhessischen Adelsfamilie Schutzbar genannt Milchling und war ein Sohn von Hartmann Schutzbar genannt Milchling († 1560) und dessen Ehefrau Maria, geb. von Breidenbach zu Breidenstein.
Caspar Schutzbar gen. Milchling war von 1567 und bis 1588 landgräflich hessischer Amtmann und Hauptmann (heute etwa Landrat) in Gießen. Am 14. April 1569 wurde er gemeinsam mit seinen Brüdern Heinrich Hermann, Georg, Hartmann und Wilhelm in den Reichsfreiherrnstand erhoben. Sie waren Neffen des Hochmeisters des Deutschen Ordens Wolfgang Schutzbar genannt Milchling. Ein weiterer Bruder, Wolfgang Schutzbar genannt Milchling (~ 1530–1567) war von 1558 bis zu seinem Tod Fürstabt der Reichsabtei Fulda.
In der Kirche von Treis befindet sich an der Nordseite des Langhauses ein Renaissance-Epitaph, das an Caspar und seine Frau Agnes von Waiblingen erinnert. Sie war eine Enkelin des hessischen Kammermeisters, Rates und fuldischen Marschalls Rudolf von Waiblingen († 1533) und dessen Frau Osanna, geb. von der Tann.